# Edward Szwarcsztajn
Edward Szwarcsztajn (ur. 5 sierpnia 1909 w Warszawie, zm. w 1994) – polski technolog papiernictwa, profesor Politechniki Łódzkiej.
W 1933 roku ukończył studia na Wydziale Chemicznym Politechniki Warszawskiej, uzyskując dyplom inżyniera chemii. Po studiach wyjechał do Austrii w celu zapoznania się z nowoczesnym papiernictwem. W okresie wojny podjął pracę w fabryce papieru w Nowej Wilejce. W 1941 roku został aresztowany, a następnie zesłany wraz z rodziną na Syberię. Repatriowany do Polski w 1946 roku. W 1952 roku przeszedł do pracy z administracji przemysłu do Politechniki Łódzkiej, gdzie na Wydziale Chemicznym zorganizował Katedrę Technologii Celulozy i Papieru. Został jej kierownikiem, a od 1970 roku dyrektorem Instytutu Papiernictwa i Maszyn Papierniczych, którą to funkcję pełnił  do przejścia na emeryturę w 1979 roku. Dzięki jego inicjatywie i staraniom został zbudowany Pawilon Papiernictwa w Politechnice Łódzkiej. W latach 1962–1966 pełnił funkcję prodziekana Wydziału Chemicznego PŁ oraz w latach 1965–1968 prorektora Politechniki Łódzkiej do spraw współpracy z przemysłem.
Twórca szkoły papiernictwa, stworzył w Politechnice Łódzkiej jedyny w Polsce ośrodek akademicki w tej dziedzinie. Jego najważniejsze zainteresowania naukowe to chemizacja procesów papierniczych, mechanizm mielenia mas celulozowych, związki między strukturą papieru a jego właściwościami optycznymi i hydrofilowymi, wykorzystanie w papiernictwie odpadowych surowców włóknistych. Był autorem podstawowych dzieł z dziedziny technologii papiernictwa – opublikował ponad 100 prac, w tym 5 monografii.
Był członkiem Komitetu Technologii PAN, Łódzkiego Towarzystwa Naukowego, stowarzyszeń papierniczych w USA, Francji, Wielkiej Brytanii na Węgrzech, a także komitetów redakcyjnych kilku międzynarodowych czasopism. Od 1948 roku należał do PZPR. Otrzymał odznaczenia państwowe, w tym: Krzyż Kawalerski Orderu Odrodzenia Polski, Order Sztandaru Pracy II klasy, Złoty Krzyż Zasługi i odznakę Zasłużony Nauczyciel PRL. Laureat Nagrody Naukowej m. Łodzi (1977).